# Фотосенсибилизатор
Фотосенсибилизатор — природное или искусственно синтезированное вещество, способное к фотосенсибилизации биологических тканей, то есть увеличению их чувствительности к воздействию света.

## Медицинское применение
В узком смысле, говоря о фотосенсибилизаторах, подразумевают класс веществ — производных порфиринов и родственных им гетероароматических структур — разрабатываемых как лекарственные средства для методов фотодинамической терапии (ФДТ) и флуоресцентной диагностики злокачественных опухолей, трофических язв и некоторых других патологий.
В идеале фотосенсибилизаторы должны избирательно накапливаться в опухолях и почти не задерживаться в окружающих их здоровых тканях. При освещении ткани с накопившимся фотосенсибилизатором, молекулы последнего действуют как своего рода преобразователи, обладающие способностью передавать энергию квантов света имеющемуся в кровотоке и тканях кислороду, превращая его в активную синглетную форму и высокоактивные кислородсодержащие радикалы, которые, собственно, и оказывают цитотоксическое действие, вызывая повреждение сосудистой системы опухоли либо некроз или апоптоз патологических клеток.

### Применяемые либо разрабатываемые для медицины фотосенсибилизаторы
К числу фотосенсибилизаторов, разрабатываемых, проходящих клинические испытания либо допущенных в клинику в различных странах, относятся:
Производные δ-аминолевулиновой кислоты (прекурсора эндогенно формируемого фотосенсибилизатора протопорфирина IX)
- Аласенс[1]

Производные бензопорфина
- Визудин[2]

Производные гематопорфирина
- Фотофрин[3]
- Фотогем[4]

Производные хлорина е6
- Фотолон[5]
- Радахлорин[6]
- Фотодитазин[7]

Производные бактериохлорофиллов
- Тукад (TOOKAD, WST11)[8]

Производные фталоцианинов
- Фотосенс[9]